# Марклсберг (Пенсилванија)
Марклсберг (енгл. Marklesburg) град је у америчкој савезној држави Пенсилванија.

## Демографија
По попису из 2010. године број становника је 204, што је 12 (-5,6%) становника мање него 2000. године.
| Група             | 2000.       | 2010.       |
| Белци             | 214 (99,1%) | 199 (97,5%) |
| Афроамериканци    | 0 (0,0%)    | 1 (0,5%)    |
| Азијати           | 0 (0,0%)    | 0 (0,0%)    |
| Хиспаноамериканци | 0 (0,0%)    | 0 (0,0%)    |
| Укупно            | 216         | 204         |